# Văn sách
Văn sách là một loại văn cử nghiệp thuộc thể nghị luận, chủ yếu dùng trong nhà trường, trong thi cử thời phong kiến, nhằm trình bày, biện luận, thuyết giải những câu hỏi trong đề ra.
Có hai loại văn sách: văn sách mục và văn sách đạo. Văn sách mục là hình thức văn sách dài lấy một hoặc nhiều đề mục trong kinh truyện, lịch sử hay thời sự để yêu cầu thí sinh trả lời, thuyết giải. Văn sách đạo là hình thức văn sách ngắn chỉ yêu cầu thí sinh bàn luận về một vấn đề nhất định.
Văn sách có thể viết bằng văn xuôi hay văn biền ngẫu. Bố cục của văn sách chủ yếu dựa theo trình tự các câu hỏi nêu trong đề. Cũng có khi các câu hỏi nêu lên lộn xộn, lắt léo để thử tài suy luận và khả năng hệ thống hóa của thí sinh. Trong trường hợp đó, thí sinh giỏi phải biết tạo ra một hệ thống hợp lí và xây dựng bố cục bài văn phù hợp với đặc điểm của thể loại văn sách.
Mở đầu bài văn sách thường có những chữ công thức như: Đối sĩ văn (Xin thưa kẻ sĩ này nghe) nếu là khoa thi hương; Đối sinh văn (Xin thưa kẻ nho sinh này nghe), nếu là khoa thi hội: Thần đối thần văn (Thần xin thưa thần nghe) nếu là khoa thi đình.
Thân bài thường mở đầu bằng câu chữ Hán Tư thừa sách nhi lược trần chi (Nay vâng lời sách hỏi mà bày tỏ qua như sau). Và sau đó lần lượt trả lời các câu hỏi. Mỗi câu trả lời được mở đầu bằng mấy chữ tỏ ý khiêm nhường: Thiết vị (Trộm nghĩ rằng).
Đoạn kết bài văn sách bao giờ cũng có một câu chữ Hán như sau:
Sĩ giả, hạnh phùng thịnh thế, tòng sự văn trường, quan kiến như tu, vị tri khả phủ, nguyện chấp sự kì trạch nhi tiến chí, sĩ cẩn đối (Kẻ sĩ này may gặp đời thịnh, theo việc văn trường kiến thức hẹp hòi như vậy, chưa biết có phải hay không, xin quan tướng coi việc tuyển chọn mà cất nhắc cho. Kẻ sĩ xin kính cẩn đáp). Nếu đề do vua ra (ngự đề) thì phải dùng các chữ: Thần cẩn đối cẩn luận (Kẻ hạ thần kính cẩn đáp, kính cẩn bàn).
Sang thế kỷ XX, cùng với sự mất đi của chế độ học hành thi cử phong kiến, thể loại văn sách cũng hết thời và dần đi vào quên lãng do sự xuất hiện của các thể loại văn học hiện đại khác.